# Manuel Núñez Pérez
Manuel Núñez Pérez (Benavides, León, 28 de octubre de 1933) es un abogado y político español, fue ministro de Sanidad y Consumo durante la presidencia de Leopoldo Calvo-Sotelo.

## Biografía
Tras licenciarse en Derecho en la Universidad de Oviedo, con premio extraordinario, ejercerá como abogado hasta que como miembro de Unión de Centro Democrático (UCD) es elegido diputado en el Congreso en las elecciones de 1977 y en las elecciones de 1979 por la circunscripción de León.
Entre el 6 de marzo y el 1 de diciembre de 1981 fue Secretario de Estado de Empleo y Relaciones Laborales. Entre el 1 de diciembre de 1981 y el 2 de diciembre de 1982 fue ministro de Sanidad y Consumo en el gobierno de Leopoldo Calvo-Sotelo.
Tras la disolución de la UCD pasó a militar en Alianza Popular (AP), siendo elegido nuevamente diputado por León en las elecciones de 1982, escaño que volverá a obtener ya bajo las siglas del Partido Popular (PP) en las sucesivas elecciones celebradas entre 1986 y 2000, aunque el 30 de octubre de 2001 abandonará el Congreso para pasar como Consejero al Tribunal de Cuentas, institución que presidió desde el 12 de noviembre de 2007 hasta el nombramiento, el 29 de junio de 2012 de Ramón Álvarez de Miranda.
Cursó también estudios de Periodismo en la Universidad Complutense de Madrid, es nombrado doctor honoris causa por la Universidad San Antonio de Cuzco (Perú) y tiene en su haber las grandes cruces de las órdenes de Carlos III e Isabel la Católica, la Orden del Mérito Constitucional, la Medalla de Oro de la Cruz Roja, la Orden del Mérito Civil y la encomienda de la Orden de Alfonso X el Sabio.
En junio de 2013, como consecuencia de la investigación del caso Bárcenas, se hizo público que Manuel Núñez Pérez dirigía la ‘comisión de infraestructuras del PP’ junto al extesorero del PP Álvaro Lapuerta, según una información difundida por la agencia Colpisa. Se da la circunstancia de que la existencia de esta comisión de infraestructuras era secreta, o al menos oculta o no oficial, y es posible que Núñez Pérez llegara a compatibilizar la dirección de la comisión de obras del PP al mismo tiempo que presidía el Tribunal de Cuentas, que es el organismo que debe supervisar y vigilar las cuentas de los partidos políticos.[cita requerida]